# Pereiàslovskaia
Pereiàslovskaia - Переясловская (rus) - és una stanitsa del krai de Krasnodar, a Rússia. Es troba a la vora dreta del riu Beissug, a l'alçada de la seva confluència amb el riu Beissujok Esquerre, a 1 km al nord de Briukhovétskaia i a 89 km al nord de Krasnodar, la capital.
Pertanyen a aquest municipi els khútors de Vstretxni i Sopova Balka.